# Parapsestis
Parapsestis és un gènere de papallones nocturnes de la subfamília Thyatirinae de la família Drepanidae.

## Taxonomia
- Parapsestis albida Suzuki, 1916
- Parapsestis argenteopicta (Oberthür, 1879)
- Parapsestis cinerea Laszlo, G. Ronkay, L. Ronkay & Witt, 2007
- Parapsestis dabashana Laszlo, G. Ronkay, L. Ronkay & Witt, 2007
- Parapsestis hausmanni Laszlo, G. Ronkay, L. Ronkay & Witt, 2007
- Parapsestis implicata Laszlo, G. Ronkay, L. Ronkay & Witt, 2007
- Parapsestis lichenea (Hampson, 1893)
- Parapsestis meleagris Houlbert, 1921
- Parapsestis odilei Orhant, 2006
- Parapsestis pseudomaculata (Houlbert, 1921)
- Parapsestis tomponis (Matsumura, 1933)
- Parapsestis wernyaminta Laszlo, G. Ronkay, L. Ronkay & Witt, 2007

## Espècies antigues
- Parapsestis baibarana
- Parapsestis taiwana
- Parapsestis umbrosa